# Receita pública
Receita pública é o montante total (impostos, taxas, contribuições e outras fontes de recursos ) em dinheiro recolhido para o Tesouro Nacional, incorporado ao patrimônio do Estado, que serve para custear as despesas públicas e as necessidades de investimentos públicos.
Em sentido amplo, receita pública é o recolhimento de bens aos cofres públicos, sendo sinónimo de ingresso ou entrada.
Diferencia-se da receita tributária pois ao contrário desta, não está limitada à arrecadação de tributos e multas, sendo que a receita tributária é um dos tipos de receita pública.
A receita pública também embarca as receitas das empresas estatais, a remuneração dos investimentos do Estado e os juros das dívidas fiscais.
Ingresso - outras entradas que não se consideram receita, é a receita que não foi arrematada, operações de curso anormal. ex: Antecipação de Receita Orçamentária.

## Classificação da receita pública no Brasil
A receita pública se divide em dois grandes grupos: as receitas orçamentárias e as extraorçamentárias.

### Receita orçamentária
Receitas orçamentárias são aquelas que entram de forma definitiva no patrimônio, são recursos próprios que poderão financiar políticas públicas e os programas de governo. Podem estar previstas no orçamento público LOA ou não.O fato de estar ou não estar prevista na LOA ou em Lei de Crédito Adicional não serve de parâmetro para a diferenciação de receita orçamentária e extraorçamentária.
A Classificação da Receita: - Conforme a lei n. 4.320/64 - Art.11, § 4º foi alterada pelo decreto-lei Nº 1.939, DE 20 DE MAIO DE 1982.
1-Receitas Correntes — Conforme a lei 4.320/64 Art.11 § 1º São Receitas Correntes as receitas tributárias, de contribuições, patrimonial, agropecuária, industrial, de serviços e outras e, ainda, as provenientes de recursos financeiros recebidos de outras pessoas de direito público ou privado, quando destinadas a atender despesas classificáveis em Despesas Correntes.
- receita tributária — é a proveniente de impostos, taxas e contribuições de melhorias;
- receita de Contribuições — é a proveniente das seguintes contribuições sociais(previdência social, saúde e assistência social), de intervenção domínio econômico(tarifas de telecomunicações) e de interesse das categorias profissionais ou econômicas(órgãos representativos de categorias de profissionais), como instrumentos de intervenção nas respectivas áreas;
- receita patrimonial — rendas obtidas pelo Estado quando este aplica recursos em inversões financeiras, ou as rendas provenientes de bens de propriedade do Estado, tais como aluguéis;
- receita agropecuária — é a proveniente da exploração de atividades agropecuárias de origem vegetal ou animal;
- receita de serviços — é a proveniente de atividades caracterizadas pelas prestações de serviços financeiros, transporte, saúde, comunicação, portuário, armazenagem, de inspeção e fiscalização, judiciário, processamento de dados, vendas de mercadorias e produtos inerentes a atividades da entidade entre outros;
- receita industrial — resultante da ação direta do Estado em atividades comerciais, industriais ou agropecuárias;
- transferências correntes — recursos financeiros recebidos de outras entidades públicas ou privadas e que se destinam a cobrir despesas correntes;
- outras receitas correntes — provenientes de multas, cobrança da dívida ativa, indenizações e outra receitas de classificação específica;

2- receitas de capital — provenientes de operações de crédito, alienações de bens, amortizações de empréstimos concedidos, transferências de capital e outras receitas de capitais;
- operações de crédito — oriundas da constituição de dívidas (empréstimos e financiamentos);
- alienação de bens — provenientes da venda de bens móveis e imóveis e de alienação de direitos;
- amortização de empréstimos concedidos — retorno de valores anteriormente emprestados a outras entidades de direito público;
- transferência de capital — recursos recebidos de outras pessoas de direito público ou privado, destinados à aquisição de bens;
- outras receitas de capital — classificação genérica para receitas não especificadas na lei; também classifica-se aqui o superávit do orçamento corrente (diferença entre receitas e despesas correntes), embora este não constitua item orçamentário.

### Receita extraorçamentária
Receitas extraorçamentárias são aquelas que não fazem parte do orçamento público.
Como exemplos temos as cauções, fianças, depósitos para garantia, consignações em folha de pagamento, retenções na fonte, salários não reclamados, operações de crédito por antecipação de receita (ARO) e outras operações assemelhadas.
Sua arrecadação não depende de autorização legislativa e sua realização não se vincula à execução do orçamento.
Tais receitas também não constituem renda para o ente federado, uma vez que este é apenas depositário de tais valores. Contudo tais receitas somam-se às disponibilidades financeiras do ente federado, porém têm em contrapartida um passivo exigível que será resgatado quando da realização da correspondente despesa extraorçamentária.
Em casos especiais, a receita extraorçamentária pode converter-se em receita orçamentária. é o caso de quando alguém perde, em favor do Estado, o valor de uma caução por inadimplência ou quando perde o valor depositado em garantia. O mesmo acontece quando os restos a pagar têm sua prescrição administrativa decorrida.
É importante frisar que cauções, fianças, e depósitos efetuados em títulos e assemelhados quando em moeda estrangeira são registrados em contas de compensação, não sendo, portanto considerados receitas extraorçamentárias.
'
Receita Adicional
São aquelas não previstas no orçamento ou computadas com insuficiente dotação orçamentária. Elas se subdividem em suplementares (destina-se a aumentar a dotação orçamentária que já existe) e especiais (destinam-se a suprir despesas sem dotação específica).

## Processamento da receita pública
Processamento da receita pública é o conjunto de atividades desenvolvidas pelos órgãos arrecadadores, com o objetivo de arrecadar dinheiros e bens públicos que, por força de lei ou contrato, pertençam ao Estado.
O processamento da receita pública abrange dois períodos distintos: a estimação da receita (onde se elabora a proposta orçamentária) e a realização da receita.

### Estágio da realização da receita
O estágio de realização da receita pública reúne atividades que são classificadas em estágios que segundo o Regulamento de Contabilidade Pública, se dividem em previsão, lançamento, arrecadação e recolhimento.
Previsão
A previsão implica planejar e estimar a arrecadação das receitas orçamentárias que constarão na proposta orçamentária.

Lançamento
É a individualização e o relacionamento dos contribuintes, discriminando a espécie, o valor e o vencimento do tributo de cada um. Realizado para os casos de impostos diretos (os que recaem sobre a propriedade e a renda) e outras receitas que também dependem de lançamento prévio (aluguéis, arrendamentos, foros, etc.). É de se observar que não são todas as receitas que passam por esta fase.
ArrecadaçãoÉ o momento onde os contribuintes comparecem perante os agentes arrecadadores a fim de liquidarem suas obrigações para com o Estado.
RecolhimentoÉ o ato pelo qual os agentes arrecadadores entregam diariamente o produto da arrecadação ao Tesouro Público.
É importante observar que nenhum agente arrecadador pode utilizar o produto da arrecadação para realizar pagamentos. Os pagamentos devem ser feitos com recursos específicos para este fim.

## Resíduos ativos ou restos a arrecadar
Os créditos não lançados e não arrecadados até o último dia do exercício financeiro a que pertencem constituirão receita no exercício em que forem arrecadados.
Já os créditos lançados e não arrecadados são, no Brasil, incorporados ao patrimônio, no ativo permanente, como componente da dívida ativa.

## Contabilização
A receita pública é contabilizada de forma analítica e sintética.
A contabilização analítica é feita no diário da receita orçamentária e no diário do movimento extraorçamentário, escriturados por partidas simples.
A escrituração sintética é feita no diário geral pelos totais mensais e pelo método das partidas dobradas.